# Inisheer
Inisheer (iriska: Inis Oírr) är en ö i republiken Irland.   Den ligger i grevskapet County Galway och provinsen Connacht, i den västra delen av landet, 220 km väster om huvudstaden Dublin. Arean är 6,4 kvadratkilometer.
Terrängen på Inisheer är platt. Öns högsta punkt är 58 meter över havet. Den sträcker sig 2,8 kilometer i nord-sydlig riktning, och 3,8 kilometer i öst-västlig riktning.